# Ganjigere, Hosadurga
Ganjigere là một làng thuộc tehsil Hosadurga, huyện Chitradurga, bang Karnataka, Ấn Độ.